# Remda-Teichel
Remda-Teichel é uma localidade e antigo município da Alemanha localizada no distrito de Saalfeld-Rudolstadt, estado da Turíngia. Desde 1 de janeiro de 2019, forma parte do município de Rudolstadt.